# IV. Kónsztantinosz bizánci császár
IV. Kónsztantinosz, magyarosan Konstantin (görögül: Κωνσταντίνος Δ', latinul: Constantinus, Konstantinápoly, 652 – Konstantinápoly, 685. szeptember 14.) a Bizánci Birodalom császára 668-tól haláláig, II. Kónsztasz és Fauszta elsőszülött fiúgyermeke volt. Uralkodásának legjelentősebb eredménye, hogy sikerült megállítani a muszlim arabok előretörését.
Kiskorú volt, amikor apját meggyilkolták Szürakuszaiban, Szicília szigetén. Kónsztantinosz már 654-től viselte a beszileuszi címet, azaz kb. 15 évesen örökölte a trónt. Fivéreivel, Hérakleiosszal és Tiberiosszal 659-től osztozott a társcsászári címen.

## Az arabok megállítása
Míg atyja a nyugati tartományokat járta, az Alit legyőző és uralmát megszilárdító I. Muávija omajjád kalifa, aki addig szíriai helytartóként tartotta rettegésben Anatólia és a Földközi-tenger vidékét, 663-ban felújította rabló-pusztító portyáit Anatólia belsejében, és az Égei-tengeren is egyre közeledett Konstantinápoly felé. Ciprus, Rhodosz és Kosz után Híosz és 670-ben Küzikosz félszigete is arab kézbe került, míg a szárazföldi hadak nemegyszer egészen Khalkédónig jutottak a Boszporusz ázsiai partján. A főváros veszélyben volt. Hogy mozgásterét szélesítse, 672-ben még Szmürna, illetve Lükia és Kilikia meghódításáról is gondoskodott.
A fő csapás 674-ben indult el. Ezen a nyáron félelmetes nagyságú szaracén flotta kezdett az erős falakkal védett főváros ostromába, és miután őszre visszavonult Küzikoszba, a következő nyáron ott folytatták a támadást, ahol előbb abbahagyták. A tengeri háború 678-ban ért véget, amikor is a nagy veszteségekre való tekintettel az arab hajóhad elhagyta Konstantinápoly vizeit. Nem kis szerepe volt ebben a szíriai származású építész, Kallinikosz találmányának, a görögtűznek, amellyel heves, olthatatlan tüzet tudtak okozni a bizánciak támadóik hajóin.
A visszavonuló arab hajókat Pamphülia partvidékén a vihar is megtizedelte, amellett ebben az évben a szárazföldön is sikerült megsemmisítő csapást mérni a muszlim harcosokra. Muávija 30 évre békét kötött, és évi 3000 aranyat, illetve 50 rabszolgát és lovat ígért a császárnak.

## Új ellenség a Balkánon
Az arabok első megállítása világtörténelmi jelentőségű esemény volt. Hatására még az avar kagán és a balkáni szlávok uralkodói is békét kértek Bizánctól. Csakhogy ekkorra már nem ők voltak a legveszélyesebb tényezők a térségben, hanem a megjelenő bolgár-törökök. A 7. század elején a bolgárok és onogurok törzsszövetsége a Kaukázus északi lejtőin élt, barátságban Hérakleiosszal, azonban a Kazár Birodalom kiépülése miatt szétszéledt a több nép. Aszparuh bolgár kán vezetésével egyik csoportjuk a 670-es évekre érkezett a Duna vidékére, és félő volt, hogy újból pusztításba kezd az egy ideje sikeresen megbékített Balkánon.
IV. Kónsztantinosz, miután hosszú időre biztosította keleti határait, 680-ban személyes vezetésével flottát indított a Duna torkolatához, lovassága pedig Trákián keresztül kelt át a folyam bal partjára. A hadjárat teljes kudarccal végződött. Az agyagos terepen a bolgárok kitértek a nehezen mozgó bizánci sereg elől, majd visszavonulás közben komoly veszteségeket okoztak nekik, sőt nyomukban egészen Várna vidékéig jutottak. Az offenzíva tehát nemhogy megakadályozta – épp ellenkezőleg, elősegítette bolgárok behatolását a Balkánra.
A bevonuló bolgárok hét szláv törzset tettek adófizetőikké a Balkán-hegység és a Duna között, ám hamarosan beolvadtak a szláv többségbe. Az ellenséges Bulgária létét Bizánc is kénytelen volt elismerni, ami ugyan nagy szégyen volt, de stratégiai szempontból nem jelentett nagy veszteséget, hiszen a birodalom eddig is csak névleg irányította a területet.

## Valláspolitika
Mivel a keleti helyzet tartósan látszott rendeződni, Kónsztantinosz belátta, hogy felesleges erőltetnie a monothelétizmus dogmáját, hiszen a megbékíteni kívánt monofiziták az Arab Birodalom alattvalói lettek, viszont a hittételi engedmények a Konstantinápoly ellenőrzése alatt maradó ortodoxokat is elidegenítették Bizánctól.
Róma egyetértésével így IV. Kónsztantinosz összehívta a kereszténység VI. egyetemes szinódusát, a III. konstantinápolyi zsinatot (680. november 7. – 681. szeptember 16.). A császár tevékenyen részt vett a testület munkájában, a tizennyolcból tizenkettőn elnökölt is. A zsinat végül kiközösítette Honoriusz pápát, Szergiosz és Pürrhosz konstantinápolyi, valamint Kürosz alexandriai pátriárkákat, és dogmává nyilvánították Jézus Krisztus kettő, emberi és isteni akaratát (theléma) és aktív működését (energeia). A zsinat végeztével az uralkodót a hit védelmezőjeként és magyarázójaként ünnepelték.

## Családi bonyodalmak
IV. Kónsztantinosz apjához hasonlóan korlátlan egyeduralmat kívánt gyakorolni, ebben azonban korlátozta két fivére baszileuszi címe. Megfosztani őket ettől a senatus és a hadsereg ellenállása miatt sokáig nem merte, csak a zsinaton aratott nagy siker után látott terve megvalósításához. Az Anatolikon thema fenyegetése ellenére először megfosztotta Hérakleioszt és Tiberioszt a császári címtől, majd levágatta az orrukat, hogy megcsonkítva alkalmatlanná váljanak az uralkodásra. Az ellenálló Anatolikon thema sztratégoszait kivégeztették.
A 33 éves Kónsztantinosz 685-ben halt meg vérhasban, amit még a bolgárok elleni hadjáraton szerzett. Utódja idősebbik fia, a 669-es születésű II. Jusztinianosz lett, bár Anasztaszia nevű feleségétől legalább még egy Hérakleiosz nevű fia született.